# Paolo Strescino
Paolo Strescino (Imperia, 16 marzo 1976) è un politico italiano, sindaco di Imperia dal 2009 al 2012.

## Biografia
Strescino nasce a Imperia il 16 marzo 1976. Si diploma presso il locale liceo classico Edmondo De Amicis, conseguendo  la laurea in storia contemporanea presso l'Università degli studi di Genova. Consegue la seconda laurea al Dams di Genova. Lavora presso la Strescino Srl azienda che, dal 1921, rivende e distribuisce contenitori in vetro per alimenti.

### Attività politica
A 18 anni viene eletto consigliere della II circoscrizione del Comune di Imperia. Aderisce ad Alleanza Nazionale, partecipando al Congresso Nazionale di Fiuggi. Nel 2000 diventa coordinatore cittadino del partito. Nel 2001 viene eletto nel Consiglio provinciale, dove fino al 2005 riveste il ruolo di capogruppo, di Presidente della Commissione cultura, sport & affari sociali e di Presidente della Consulta provinciale dei diversamente abili.
Nel 2004 torna nel consiglio comunale di Imperia, venendo poi scelto dal sindaco Luigi Sappa come assessore all'ambiente e alle politiche giovanili. Nel 2006 viene nominato vice-sindaco. Con la nascita de Il Popolo della Libertà, confluisce nel neonato partito.
Alle Elezioni amministrative in Italia del 2009 elezioni amministrative del 2009, si candida per il ruolo di sindaco, alla guida di una coalizione di centro-destra, con PdL, Lega Nord e una lista civica. Risulta vincitore, ottenendo al primo turno il 61,65% dei voti.
Dopo diversi contrasti e dissidi all'interno della maggioranza, che lo avevano portato ad autosospendersi dal partito, nel 2012 il consiglio comunale lo sfiducia, con i voti di PD, PdL, Sel e Rifondazione comunista.
Alle elezioni amministrative del 2013 si presenta alla guida della lista civica "Laboratorio per Imperia", a sostegno del candidato sindaco Carlo Capacci, che verrà eletto al ballottaggio. Strescino viene eletto consigliere -primo tra tutti i candidati con oltre 600 preferenze-e rieletto dal Consiglio Comunale Presidente dello stesso.
Dopo avere aderito al Nuovo Centrodestra, nel 2014 si candida alle Elezioni europee, senza riuscire ad essere eletto.  Nello stesso anno viene nominato assessore del comune di Imperia, con deleghe a: promozione turistica, sport, manifestazioni, università, cultura e grandi eventi.
A gennaio 2020 aderisce a Fratelli d'Italia; attualmente ricopre l'incarico di Dirigente Regionale agli Enti Locali e si candida alle elezioni regionali del 2024.